# Спорозое
Спорозое или Хетеротрофни протисти који формирају споре (Sporozoa) су група хетеротрофних протиста који искључиво живе као паразити разних врсти животиња. 
У току свог живота образују нарочите ступњеве који су углавном заштићени чврстом опном и садрже заметке нових јединки. Ови ступњеви називају се споре. Преко њих се ови паразити преносе и распрострањују. Услед паразитског начина живота доста се разликују од осталих хетеротрофних протиста. Немају органеле за варење, излучивање ни за кретање. Храну уносе преко површине тела, узимајући је од домаћина. Углавном се размножавају сменом полне и бесполне генерације. У најпознатије паразите из ове групе убраја се плазмодијум који је изазивач болести маларије код човека. Овај паразит живи у еритроцитима, затим се у њима умножи отприлике 16 до 20 јединки, те ће то довести до пуцања еритроцита и тако ће заразити друге еритроците. Послије одређеног временског периода, плазмодијум напада крвну плазму.
Када дође комарац маларичар и почне да сише крв, која је сада пуна полно зрелих мушких и женских јединки. Оне у цријеву јомарца стварају микро и макрогамете који се спајају и настаје зигот. Зигот се затим у цријвима комарца учаури и подијели у велики број малих плазмодија. Чаура пуца и онда они путем крви доспјевају у пљувачне жлијезде комарца. Такав комарац затим убоде здравог човјека те се чутав процес затим понавља.
У крви човјека врши се бесполно, а у цријевима комарца маларичара се врши полно размножавање.
Спорозоа су раније сматране монофилетском групом, и назив Sporozoa је означавао читав подраздео међу протистама (или праживотињама). Савремена схватања о сродности протиста разбијају ову некадашњу групу на неколико нових:
- , која укључује највише представника спорозоа